# Amiternum

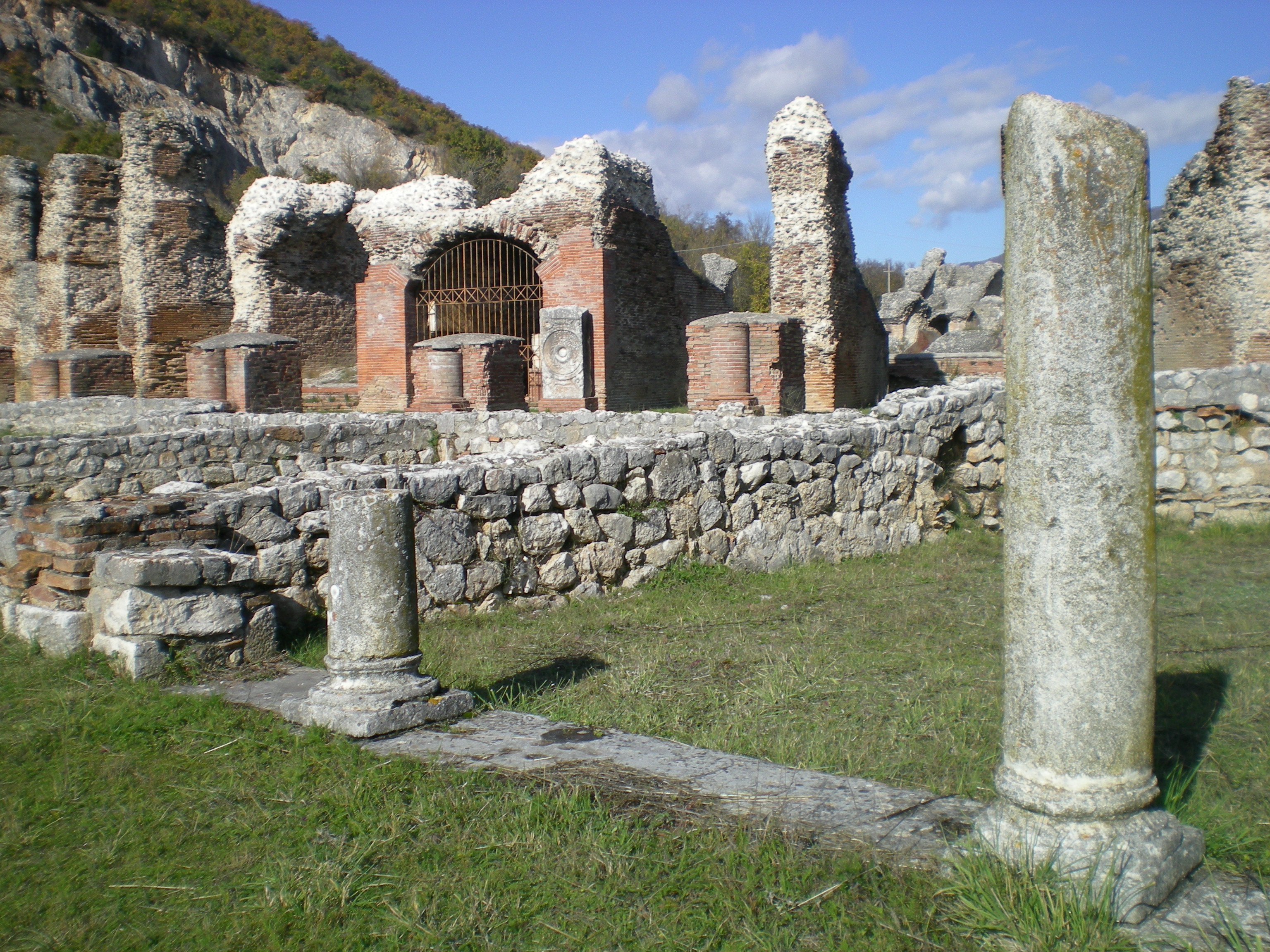
Ruiny dawnego miasta Amiternum

Amiternum (łac. Amiterninus, wł. Amiterno) – stolica historycznej diecezji w Italii erygowanej w III wieku, a skasowanej w wieku XI.
Współczesne San Vittorino to wioska (frazione) w Prowincji L’Aquila we Włoszech. Obecnie katolickie biskupstwo tytularne ustanowione w 1966 przez papieża Pawła VI.

## Biskupi tytularni
| Lp. | Biskup                         | Funkcja                                      | Od               | Do                |
| --- | ------------------------------ | -------------------------------------------- | ---------------- | ----------------- |
| 1   | Stanislao Amilcare Battistelli | emerytowany biskup diecezji Teramo-Atri      | 22 lutego 1967   | 6 stycznia 1976   |
| 2   | Agostino Cacciavillan          | nuncjusz apostolski urzędnik Kurii Rzymskiej | 17 stycznia 1976 | 21 lutego 2001    |
| 3   | Timothy Broglio                | nuncjusz apostolski                          | 27 lutego 2001   | 19 listopada 2007 |
| 4   | Luciano Suriani                | nuncjusz apostolski urzędnik Kurii Rzymskiej | 22 lutego 2008   |                   |